# Chalara dennisii
Chalara dennisii är en svampart som beskrevs av P.M. Kirk 1986. Chalara dennisii ingår i släktet Chalara, divisionen sporsäcksvampar och riket svampar.   Inga underarter finns listade i Catalogue of Life.